# 居尔申 (歌手)
居尔申·乔拉克奥卢（土耳其語：Gülşen Çolakoğlu），原名居尔申·巴伊拉克塔尔（土耳其語：Gülşen Bayraktar），艺名居尔申（土耳其語：Gülşen），是土耳其的一名流行音乐女歌手。2015年，居尔申成为Youtube观看数最多的土耳其歌手，并且是首位Youtube观看数超过两亿的土耳其歌手。